# Attagenus donckieri
Attagenus donckieri es una especie de coleóptero de la familia Dermestidae.

## Distribución geográfica
Habita en el Congo, Angola y Kenia.